# Centrophantes
Centrophantes är ett släkte av spindlar. Centrophantes ingår i familjen täckvävarspindlar.
Kladogram enligt Catalogue of Life:
| Centrophantes | \| \| Centrophantes crosbyi \| \| \| \| \| \| Centrophantes roeweri \| \| \| \| |
|               | \| \| Centrophantes crosbyi \| \| \| \| \| \| Centrophantes roeweri \| \| \| \| |
|               | Centrophantes crosbyi                                                           |
|               |                                                                                 |
|               | Centrophantes roeweri                                                           |
|               |                                                                                 |